# Cakewalk
 For alternative betydninger, se Cakewalk (flertydig). (Se også artikler, som begynder med Cakewalk)
Cakewalk er en dans, som opstod som "chalkline-walk" i Sydstaterne i USA omkring 1850. Den regnes som forløberen for ragtime. Cakewalken blev brugt i minstrel-showene og er den første synkoperede musik, som blev accepteret og populær blandt et hvidt publikum i USA.
En cakewalk er en march med musik i 2/4-takt, som ligner en habanera. Cakewalken spilles af janitsjarer med slagtøj, træblæsere og messinginstrumenter. 
Lederen af det mest kendte cakewalk-korps var John Philip Sousa (1854–1932). Sousa turnerede med sit berømte krops  både i USA og Europa, og hans musik nåede ud til alle med noder til selvspillende klaverer og fonograf. Den mest kendte cakewalk er Stars and Stripes Forever (1896).
Cakewalk blev populær og spillet på klaver, hvor venstre hånd gav march-rytmen, mens højre hånd spillede en synkoperet melodi. Den impressionistiske komponist Claude Debussy blev inspireret af den til Golliwog's Cakewalk.

## Eksempler
- "Stars and Stripes Forever" (1896) af John Philip Sousa
- "At a Georgia Camp Meeting" (1897) af Kerry Mills
- "Smokey Mokes" (1899) af Abe Holzmann
- "Swipesy Cakewalk" (1900) af Scott Joplin
- "The Entertainer" (1902) af Scott Joplin
- "Something Doing" (1903) af Scott Joplin og Scott Hayden
- "Le Piccadilly" (1904) af Erik Satie